# NGC 6861
| Galáxia elíptica NGC 6861 |                                                                                                   |
|                           |                                                                                                   |
| Dados do catálogo:        |                                                                                                   |
| Classificação do objeto:  | E                                                                                                 |
| Brilho superficial        | 13,1                                                                                              |
| Massa (Sol=1)             | ----                                                                                              |
| Outras denominações:      | IC 4949, ESO 233-G032, h 3811, GC 4540, AM 2006-483, IRAS 20037-4830, PGC 64136, LGG 430-003, etc |

A galáxia NGC 6861.

NGC 6861 é uma galáxia elíptica localizada a cerca de cento e quarenta e oito milhões de anos-luz de distância na direção da constelação do Telescópio. Possui uma magnitude aparente de 11,1, uma declinação de -48º 22' 12" e uma ascensão reta de 20 horas, 7 minutos e 19,3 segundos.